# معركة كوجيما
معركة كوجيما (باليابانية: 児島合戦، بالروماجي: Kojima gassen) أو معركة فوجيتو (باليابانية: 藤戸の戦い، بالروماجي: Fujito no tatakai) إحدى معارك حرب غينبيه بين قبيلة ميناموتو وقبيلة تايرا، حدثت في 1185 في كوجيما ضمن محافظة أوكاياما، إنتصرت فيها قبيلة ميناموتو.

## المعركة
بعد أنتصارهم في معركة إيتشي نو تاني، قاد ميناموتو نو نوريوري قوات ميناموتو لملاحقة الناجين من قوات تايرا حتى إشتبك معهم في منطقة كوجيما الواقعة في بحر سيتو الداخلي، قاد قوات ميناموتو المهاجمة ميدانياً ساساكي موريتسونا [اليابانية] الذي سبح على ظهر حصانه لعبور مضيق مائي بين كوجيما وهونشو.